# Киреев, Григорий Петрович
Григо́рий Петро́вич Кире́ев (21 января [2 февраля] 1890, Людиново — 29 июля 1938, расстрельный полигон «Коммунарка») — советский военный деятель, флагман 1-го ранга (20.11.1935), командующий Тихоокеанским флотом (1937—1938). Репрессирован, посмертно реабилитирован.

## Биография
Родился 21 января (2 февраля) 1890 года в селе (с 1938 года — город) Людиново Жиздринского уезда Калужской губернии в семье литейщика, работавшего на Людиновском заводе.
По окончании ремесленного училища работал на Людиновском заводе. В 1911 году призван на военно-морскую службу в 1-й Балтийский флотский экипаж. Во время Первой мировой войны служил судовым механиком, унтер-офицер.
В 1917 году, проходя службу в Российском императорском флоте, примкнул к большевикам. После Февральской революции был избран в Гельсингфорский совет депутатов армии, флота и рабочих, в котором возглавил матросскую секцию. В 1918 году вступил в РКП(б) и Красный флот. В 1918 году начальник отряда особого назначения при совете комиссаров Балтийского флота. Привёл корабли Балтийского флота из главной базы в Гельсингфорсе, позже в советской историографии эта операция получила название «Ледового похода».
В 1918 из-за болезни вернулся в Людиново. Некоторое время был председателем Брянского городского Совета депутатов. Затем недолгое время работал в Севске и снова в Брянске в должности второго секретаря губкома партии. В составе Частей особого назначения принимал участие в подавлении контрреволюционных мятежей.
В 1921—1923 на руководящей работе в Красноярском губкоме РКП(б).
С 1923 года член Реввоенсовета морских сил Чёрного и Азовского морей.
На проходившем в Москве с 7 по 16 мая 1925 года XII Всероссийском съезде Советов рабочих, крестьянских, казачьих и красноармейских депутатов был избран кандидатом в члены ЦИК РСФСР.
В 1926—1931 годах служил вначале членом РВС, затем начальником Политуправления морских сил Балтийского моря. В этот период окончил Курсы усовершенствования высшего начальствующего состава (КУВНАС) при Военно-морской академии (ВМА).
Участвовал в походе вокруг Европы, проходившем в конце 1929 — начале 1930 года под командованием Л. М. Галлера. Целью похода был перевод линкора «Парижская коммуна» и крейсера «Профинтерн» из Балтийского моря в Чёрное.
Высшее образование получил в Военно-морской академии (1933 год). С марта по октябрь 1933 года — командующий и комиссар Каспийской военной флотилии. С октября 1933 года — помощник и заместитель командующего, с августа 1937 года — командующий Тихоокеанским флотом.
С введением в РККА персональных воинских званий в 1935 году Г. П. Кирееву было присвоено звание флагмана 1-го ранга.
«За выдающиеся заслуги в деле организации подводных и надводных морских сил Рабоче-Крестьянской Красной армии и за успехи в боевой и политической подготовке краснофлотцев» постановлением ЦИК СССР от 23 декабря 1935 года был награждён орденом Ленина.

### Арест и расстрел
Вызван в Москву и 10 января 1938 года там был арестован на основе доноса Ф.С. Октябрьского. Долго отрицал свою вину, но в конце концов следствие добилось от него признательных показаний в руководстве военным заговором на Тихоокеанском флоте. Также он оговорил члена Военного совета флота дивизионного комиссара С. И. Земскова. Сидел на Лубянке в одной камере с Жаком Росси, который оставил воспоминания: «Киреев <…> великолепно держал себя в руках, хотя знал, что его ждёт». Росси восхищался стоицизмом Киреева, который, как он считал, смирился со своей участью и не хотел говорить о ней с посторонними. 29 июля 1938 года осуждён Военной коллегией Верховного суда СССР по обвинению в участии в контрреволюционной террористической организации, приговорён к смертной казни и в тот же день расстрелян. 13 июня 1956 года реабилитирован.

## Награды
- Орден Ленина (23.12.1935)[7]